# 모건 세일러
모건 세일러(Morgan Saylor, 1994년 10월 26일 ~ )는 미국의 배우이다.

## 출연 작품

### 영화
- 틴에이지 뱀파이어 (2009)
- 제이미 막스는 죽었다 (2014)
- 맥팔랜드 USA (2015)
- 찰리 되기 (2015)
- 수녀 수련 기간 (2017)

### 텔레비전
- 소프라노스 (2006)
- 홈랜드 (2011-13)